# کنوانسیون وین درباره روابط دیپلماتیک
کنوانسیون وین دربارهٔ روابط دیپلماتیک (به انگلیسی: Vienna Convention on Diplomatic Relations) یا عهدنامه ۱۹۶۱ وین، مهم‌ترین پیمان مربوط به حقوق دیپلماتیک است که با اعتقاد به این که یک قرارداد بین‌المللی دربارهٔ روابط و امتیازها و مصونیت‌های نمایندگان سیاسی در بهبود مناسبات دوستانه بین کشورها هر چند شیوه و پایه حکومت و اصول اجتماعی آن‌ها تفاوت‌هایی با یکدیگر داشته باشند، مؤثر خواهد شد.
این قرارداد در ۱۸ آوریل ۱۹۶۱ (میلادی) مطابق با ۲۹ فروردین ۱۳۴۰ (خورشیدی) در شهر وین اتریش به امضای بسیاری از کشورها از جمله نماینده مختار دولت ایران احمد متین‌دفتری رسیده و دارای بر ۵۳ ماده و دو پروتکل است.
مصونیت به معنای عدم مسئولیت نیست و مصونیت قضایی دیپلمات‌ها و خانواده آنان در کشور پذیرنده آنان را از تعقیب در کشور خود معاف نمی‌کند. از محتوی ماده ۳۱ برمی‌آید که کشور فرستنده، ملزم به تعقیب قضایی مأمور متخلف خود است.
دیپلمات می‌تواند با مشورت و تأیید مرکز از مصونیت انصراف دهد و این انصراف باید صریح باشد و انصراف از مصونیت مدنی و اداری متضمن انصراف از اقدمات مربوط به اجرای حکم نخواهد بود و برای آن انصراف جداگانه‌ای لازم است. این انصراف می‌تواند به درخواست کشور پذیرنده از کشور فرستنده باشد.

## پیشینه
در درازای تاریخ کشورهای مستقل، دیپلمات‌ها همواره از جایگاه ویژه‌ای برخوردار بوده‌اند. عملکرد آنان برای گفتگو دربارهٔ موافقتنامه‌ها بین کشورها ملزوم امتیازهای ویژه است. فرستاده از سوی یک ملت دیگر معمولاً به عنوان میهمان از وی پذیرایی می‌شود. گفتگوها و ارتباط با کشور پذیرنده سِری است و آزادی آن‌ها از قوانین کشور پذیرنده از لزومات نخستین است.
بستن چنین قراردادهایی در آغاز به سبب تفاوت قوانین در کشورهای مسیحی و کشورهای تابع قوانین اسلام بود. در کشورهای اسلامی قوانین شریعت برقرار بود که آن قوانین الهی و برآمده از کتاب و شریعت اسلامی بود و هست. در اروپا و کشورهای اروپایی قوانین توسط مردم یا مجلس یا پادشاهان آن کشور وضع شده بود. بدین روی، پرسشی که همواره وجود داشت این بود که اگر شخصی که تابعیت یک کشور مسیحی را دارد و به یک کشور مسلمان سفر می‌کند چه قانونی دربارهٔ وی صدق می‌کند و از آن‌جایی که این دو سیستم با یکدیگر مغایرت داشتند و دارند، نخستین پیمان در دنیا که دربارهٔ موقعیت و وضعیت اتباع خارجی در ۲۰ مارس ۱۶۰۴ (میلادی) بین پادشاه فرانسه هانری چهارم و احمد یکم سلطان عثمانی بسته شد. این قرارداد دوستانه دارای چند ماده بود.

## مفاد
کنوانسیون وین دربارهٔ روابط سیاسی در ۱۸ آوریل ۱۹۶۱ مطابق با ۲۹ فروردین ۱۳۴۰ در شهر وین به امضای نماینده مختارِ دولت شاهنشاهی، احمد متین دفتری رسید و دارای ۵۳ ماده و دو پروتکل است. قانون مربوط به قرارداد وین دربارهٔ روابط سیاسی در تاریخ ۲۱ مهر ۱۳۴۳ (خورشیدی) برابر با ۱۳ اکتبر ۱۹۶۴ (میلادی) در مجلس شورای ملی به تصویب نهایی رسید و به دولت ابلاغ شد.
بر پایه کنوانسیون وین دربارهٔ روابط سیاسی، دولت‌ها مسئول حفاظت و تأمین امنیت سفارت‌های خارجی و دیپلمات‌ها در کشور خود هستند. کنوانسیون وین برای روشن ساختن وضع خدمت مأموران دولتی در کشورهای دیگر تنظیم شده و امتیازهای که هر دولت به موجب آن به مأموران اعزامی از سوی سایر کشورها می‌دهد متقابل است؛ یعنی همان امتیازها را عیناً در مورد مأموران اعزامی خود از سایر کشورها دریافت می‌دارد. براساس این کنوانسیون به‌طورکلی فرستادن افرادی از سوی دولت متبوعشان به مدتی کوتاه یا طولانی برای خدمت در کشورهای دیگر برای حفظ منافع و گسترش روابط کشورشان در زمینه‌های سیاسی، اقتصادی، فرهنگی، نظامی و غیره با کشور محل خدمت «مأموریت» نامیده می‌شود. در زیر خلاصه‌ای از مباحث کنوانسیون آورده شده:
- در این کنوانسیون از سفیر به عنوان رئیس مأموریت نام برده شده و سایر کارکنان مأموریت به سه گروه تقسیم شده‌اند: کارمندان سیاسی، کارمندان اداری و فنی و خدمه مأموریت. گروه نخست که سفیر جز آنان است دیپلمات شناخته می‌شوند و دارای گذرنامه سیاسی هستند، از مصونیت سیاسی و امتیازها برخوردار هستند. اعضای گروه دوم یعنی کارمندان اداری و فنی همانند ماشین‌نویس و اعضای گروه سوم یا خدمه مأموریت مانند راننده، غیر سیاسی به‌شمار می‌روند و گذرنامه خدمت در اختیار دارند و دارای امتیازها بسیار کمتری هستند که معمولاً به صورت متقابل بین دو کشور گیرنده و فرستنده تعیین می‌شود.
- ماده یک و دو به اعزام هیئت سیاسی و وظایف آنان می‌پردازد؛ ماده سوم در پذیرش سفیر یا رئیس مأموریت است و این که کشور پذیرنده می‌تواند رئیس مأموریت را نپذیرد. هم چنین کشور فرستنده می‌باید شمار نمایندگان سیاسی را به آگاهی کشور پذیرنده برساند. کشور فرستنده در انتخاب کارمندان مأموریت آزاد است. ولی بر پایه درخواست، کشور پذیرنده می‌تواند نام وابسته‌های نظامی، دریایی یا هوایی یا بازرگانی را پیشتر بخواهد.
- ماده هشتم و نهم و دهم به تابعیت کارمندان سیاسی می‌پردازد که تابعیت کشور فرستنده را دارند ولی با توافق با کشور پذیرنده می‌تواند از میان اتباع کشور پذیرنده باشد. کشور پذیرنده می‌تواند رئیس یا هریک از اعضای سیاسی را رد کند. شمار، تاریخ ورود و بازگشت مأموران سیاسی و افراد خانواده آنان باید به آگاهی کشور پذیرنده برسد.
- ماده سیزدهم استوارنامه رئیس مأموریت است که با توجه به تاریخ و ساعت آن و تقدیم به وزارت امور خارجه کشور پذیرنده کار وی آغاز می‌شود.
- ماده چهاردهم رئیس مأموریت را به سه دسته تقسیم می‌کند که سفیران و نمایندگان پاپ، فرستادگان و وزیران مختار کشورها، و نمایندگان پاپ و کاردارها هستند. ماده‌های بعدی به طبقه‌بندی، تقدم و تشریفات پذیرفتن رئیس مأموریت و کارمندان می‌پردازد.
- ماده نوزدهم در نبود رئیس مأموریت، کاردار و در نبود کاردار یکی از کارمندان مسولیت را به عهده می‌گیرد.
- ماده بیستم در مورد برافراشتن پرچم بر فراز ساختمان‌های مأموریت و اتومبیل مأموریت است.
- ماده بیست و یکم به محل مأموریت یا سفارت و بیست و دو تا بیست و هشت به مصونیت آن و ارتباطات می‌پردازد که کشور پذیرنده موظف است که همه تدبیرها را بکار برد که مکان‌های مأموریت مورد تجاوز و خسارت قرار نگیرند و این اماکن و اسباب موجود در آن و خودروهای متعلق به مأموریت مصون از تفتیش، مصادره، توقیف یا اقدامات اجرایی خواهند بود. هم چنین اسناد و بایگانی مأموریت در هر زمان و هر مکان مصونیت دارند. کشور پذیرنده آزادی رفت‌وآمد در محل‌های مجاز و آزادی ارتباطات مأموریت و هم چنین استفاده از تمام وسایل ارتباطی چون پیک سیاسی، پیام‌ها و کد و رمزها را تضمین می‌کند. نامه‌های رسمی، کیسه پست سیاسی، بسته‌های سیاسی، پیک سیاسی و شخص پیک سیاسی دارای مصونیت تضمین‌شده از طرف کشور پذیرنده هستند. تنها نصب دستگاه فرستنده رادیویی باید با رضایت کشور پذیرنده باشد.
- ماده بیست و نه می‌گوید که شخص مأمور سیاسی مصون است و نمی‌توان او را به هیچ عنوان مورد توقیف یا بازداشت قرارداد. کشور پذیرنده با وی رفتار محترمانه‌ای که در شأن او است خواهد داشت و اقدام‌های لازم را برای ممانعت از وارد آمدن لطمه به شخص و آزادی و حیثیت او اتخاذ خواهد کرد؛ و ماده سی به مصونیت خانه و اسناد و مدارک مأمور سیاسی می‌پردازد.
- ماده سی و یکم مربوط به مصونیت تعقیب جزایی است و از مصونیت دعاوی مدنی و اداری برخوردار است و مجبور به ادای شهادت نیست مگر در دعوای مال غیرمنقول خصوصی یا ارث یا فعالیت‌های حرفه‌ای یا بازرگانی خارج از وظایف سیاسی خود. مصونیت قضایی مأمور سیاسی در کشور پذیرنده او را از تعقیب قضایی کشور فرستنده معاف نخواهد داشت.
- ماده سی و دو می‌گوید دولت فرستنده می‌تواند انصراف خود را از مصونیت قضایی نمایندگان سیاسی و اشخاصی که بر طبق ماده ۳۷ از مصونیت برخوردار می‌شوند صریحاً اعلام نماید.
- ماده سی و سه و سی و چهار مربوط به معافیت مأمور سیاسی از مقررات بیمه‌های اجتماعی و هم چنین از پرداخت کلیه عوارض شخصی یا مالی یا مملکتی یا منطقه‌ای یا شهری در کشور فرستنده است.
- ماده سی و چهار و ماده سی و پنج و سی و شش به معافیت مالیاتی، معافیت از خدمت خصوصی یا عمومی یا بیگاری برای کشور پذیرنده و معافیت گمرکی برای وارد کردن وسایل زندگی و غیره می‌پردازد.
- ماده سی و هفت از مصونیت بستگان مأمور سیاسی که اهل خانه او هستند به شرط آنکه تبعه کشور پذیرنده نباشند از امتیازها و مصونیت‌های مندرج در مواد ۲۹ تا ۳۶ برخوردار خواهند بود. کارمندان اداری و فنی مأموریت و همچنین بستگان آن‌ها که اهل خانه آن‌ها هستند به شرط آنکه تبعه کشور پذیرنده یا مقیم دائم آن کشور نباشند از امتیازها و مصونیت‌های مندرج در مواد ۲۹ تا ۳۵ بهره‌مند خواهند بود ولی مصونیت از صلاحیت مقامات دولت پذیرنده در امور مدنی و اداری موضوع بند اول ماده ۳۱ شامل اعمال خارج از وظایف آنها نخواهد شد. اشخاص مذکور همچنین از امتیازهای مندرج در بند الف ماده ۳۶ در موارد اشیایی که برای منزل خود وارد می‌کنند استفاده خواهند نمود. خدمه مأموریت اگر تبعه کشور پذیرنده یا مقیم دایم آن کشور نباشند نسبت به اعمال ناشی از اجرای وظایف خود مصونیت داشته و از پرداخت مالیات و عوارض بابت مزدی که در قبال انجام کار دریافت می‌دارند معاف هستند و همچنین از معافیت مذکور در ماده ۳۳ استفاده خواهند نمود. خدمتکاران شخصی اعضاء مأموریت که تبعه کشور پذیرنده یا مقیم دائم آن کشور نیستند از پرداخت مالیات و عوارض بابت حقوقی که در قبال انجام وظیفه دریافت می‌دارند معاف خواهند بود. استفاده آنان از امتیازها و مصونیت‌های دیگر فقط در حدودی که مورد قبول کشور پذیرنده باشد خواهد بود. بااینحال، کشور پذیرنده نباید حق حاکمیت خود را در مورد این اشخاص به گونه‌ای اعمال نماید که به نحو بی‌تناسبی مانع انجام وظائف مأموریت شود.
- ماده سی و هشتم از مصونیت قضایی مأمور سیاسی تنها در پیرامون اجرای خدمت می‌گوید. مصونیت‌های گفته شده در ماده سی و یکم تا سی و هشتم محدود به اعمال خارج از وظایف نیست و در همه ماده‌ها توافق کشور فرستنده و پذیرنده اهمیت دارد.
- ماده سی و نه تا پنجاه و سه به مهلت استفاده از مصونیت‌ها، پایان مأموریت، قطع روابط سیاسی، سند الحاقی و تصویب در سازمان ملل متحد می‌پردازد.

## مبنای حقوقی مصونیت‌های دیپلماتیک
کشورهای تمایل واقعی به ارائه چنین مصونیتی ندارند اما درعمل پذیرفته و رعایت کرده‌اند. در بررسی دلایل حقوق مصونیت سه دیدگاه ارائه شده است:
- نظریه برون مرزی: این نظریه توسط گروسیوس ارائه شده و بر پایه آن از آنجا که سفارت جزئی از خاک یک کشور است بنابراین دیپلمات‌هایی که به کشوری دیگری اعزام شده و در سفارت کشور مطبوع خود حضور می‌یابند خاک خود را در واقع ترک نکرده‌اند. این نظریه سال‌ها پذیرفته شده بود. اما اکنون از سوی حقوق‌دانان مردود به‌شمار می‌رود.
- نظریه نمایندگی: بر پایه این نظریه از آنجا که مأموران دیپلماتیک کشور فرستنده نماینده آن کشور نزد کشور پذیرنده هستند بنابراین از همان مصونیت‌ها و امتیازهای کشورها برخوردارند.
- نظریه مصلحت خدمت: بر پایه این نظریه که توسط بینکر شوک (اهل هلند) ارائه شده است برای آنکه دیپلمات‌ها بتوانند وظایف خود را به خوبی انجام دهند باید در حد وسیعی از آزادی برخوردار باشند و این برخورداری در واقع با مصونیت بدست می‌آید.

## اشخاص بهره‌مند از مصونیت دیپلماتیک
- پادشاهان، رؤسای‌جمهور کشورها و همراهان آنان[۱]
- قضات و کارمندان دیوان بین‌المللی دادگستری حتی در کشور متبوع خود
- کارمندان سازمان‌های بین الدول حتی در کشور خودشان
- نمایندگان کشورها نزد سازمان‌های بین کشورها
- مأموران دیپلماتیک به شرط آنکه تبعه کشور پذیرنده نباشند؛ که در این صورت تنها در مورد اعمال رسمی مربوط به وظایف خود مصون هستند.
- پیک‌های دیپلماتیک
- کارمندان اداری و فنی و خانواده به شرط آنکه تبعه کشور پذیرنده نباشند.
- خدمه مأموریت به شرط آنکه تبعه نباشند
- خدمتکاران رسمی مأموران به شرطی که تبعه کشور پذیرنده نباشند.
- سایر دارندگان گذرنامه دیپلماتیک و روادید دیپلماتیک

## انواع مصونیت‌ها
۱. مصونیت از تعرض: در اصطلاح حقوق بین‌الملل به معنای غیرقابل تخطی بودن حرمت یک محل یا یک شخص است. در حقوق مدنی نیز اموال و اشخاص از تعرض مصون هستند. اما این مصونیت به حکم قانون می‌تواند نقض شوداما مصونیت دیپلماتیک اساساً قابل نقض نیست.
مصونیت از تعرض یک قاعده بنیادین، حق بین‌الملل است و شامل موارد زیر می‌شود:
- مصونیت اماکن و اموال مأموریت (سفارت یا دفتر نمایندگی و نظایر آن) البته نباید از اماکن مأموریت به گونه‌ای استفاده شود که با وظایف مندرج در عهدنامه و سایر قواعد حقوق بین‌الملل عام یا معاهدات میان کشور فرستنده و پذیرنده مغایر باشد. بایگانی و اسناد مأموریت نیز مصون هستند.
- مصونیت ارتباطات رسمی مأموریت (در اشکال گوناگون و با وسایل گوناگون) البته نصب دستگاه‌های فرستنده رادیوی و استفاده از آن‌ها منوط به اجازه کشور پذیرنده است.
- مصونیت مکاتبات رسمی مأموریت در هر شکل که باشد مصون از تعرض است. این مصونیت شامل کیسه یا محموله دیپلماتیک است که حاوی اسناد و اشیای مورد استفاده رسمی که تحویل پیک دیپلماتیک می‌شود. هیئت می‌تواند یکی از اعضای خود را برای ارسال و تحویل کیسه دیپلماتیک اعزام کند.
- مصونیت مأموران دیپلماتیک و نمی‌توان یک دیپلمات را به هیچ عنوان توقیف یا بازداشت نمود. مأموران دیپلماتیک علاوه بر مصونیت دیپلماتیک دارای مصونیت محل اقامت، مصونیت اموال و مصونیت اسناد و مکاتبات نیز هستند.

۲.مصونیت قضایی: این مصونیت شامل مصونیت کیفری، مصونیت مدنی و اداری، مصونیت از ادای شهادت و بالاخره مصونیت از اقدامات اجرایی است.
مصونیت قضایی شامل دیپلمات‌ها کارمندان اداری و فنی مأموریت و خانواده آنان نیز می‌شود به شرطی که تبعه کشور پذیرنده نباشند.
- مصونیت کیفری: انجام یا عدم انجام اعمالی که در کشور پذیرنده جرم تلقی می‌شود برای دیپلمات‌ها جرم نیست. در اینباره تنها پیرامون تخلفات راهنمایی و رانندگی اختلاف نظر و جود دارد و هر یک از کشورها در اینباره تفسیری ارائه کرده‌اند. حکومت فدرال ایالات متحده آمریکا این مصونیت را شامل قوانین و راهنمایی و رانندگی نمی‌داند و حق برداشتن پلاک اتوموبیل دیپلمات خاطی و احضار وی به دادگاه را برای خود محفوظ می‌داند.
- مصونیت مدنی و اداری: این مصونیت بر خلاف مصونیت کیفری مطلق نیست و مواردی را در بر نمی‌گیرد:

الف: دعاوی مربوط به اموال غیرمنقول خصوصی واقع در قلمرو کشور پذیرنده.
ب: دعاوی مربوط به ماترک مأمور دیپلماتیک به‌طور خصوصی در آن وصی، ایمن ترکه، وارث یا موصی علیه واقع شده باشد.
ج: دعاوی مربوط به فعالیت‌های حرفه‌ای یا تجاری خصوصی در کشور پذیرنده.
- مصونیت از ادای شهادت: مأموران دیپلماتیک را نمی‌توان در کشور پذیرنده به ادای شهادت در دادگاه مجبور کرد. البته امکان شهادت داوطلبانه آنان وجود دارد.
- مصونیت از اقدمات اجرایی

## امتیازهای دیپلماتیک
امتیازهای دیپلماتیک:
1. معافیت‌های مالیاتی
2. معافیت از بیمه‌های اجتماعی
3. معافیت از خدمات، شخصی، عمومی و نظامی

## معافیت‌های گمرکی
مأموران گمرک از پرداخت هرگونه حقوق و عوارض گمرکی برای اشخاص و اموال شخصی با متعلق به مأموریت در کشور پذیرنده (چه واردات و چه صادرات) معاف هستند.
شناخت این معافیت بر پایه نزاکت بین‌المللی است.
لوزام شخصی دیپلمات از بازرسی معاف است و در صورت مشکوک بودن جدی و داشتن دلایل باید با حضور وی انجام شود.